# Чили на летних Олимпийских играх 1988
Чили принимала участие в Летних Олимпийских играх 1988 года в Сеуле (Республика Корея) в шестнадцатый раз за свою историю, и завоевала одну серебряную медаль. Эта медаль стала первой для чилийцев на Олимпийских играх за 32 года, с 1956 года.

## Медалисты
| Медаль | Спортсмен               | Вид спорта | Дисциплина |
| ------ | ----------------------- | ---------- | ---------- |
| 2      | Альфонсо де Ируаррисага | Стрельба   | Скит       |

## Состав сборной
Сборную страны представляла одна женщина и 16 мужчин, они соревновались в 6 видах спорта. Младшим из них был 20-летний спринтер Карлос Морено, старшим — 35-летний легкоатлет Эмилио Уллоа. Знаменосцем был Герт Вайль.

## Результаты

### Академическая гребля
Соревнования прошли с 19 по 25 сентября в водном спорткомплексе «Мисагёнджон» (кор. 미사경정공원) в городе Ханаме. Чилийская команда состояла из братьев Рохас, которым на предыдущей Олимпиаде удалось занять седьмое место в составе восьмёрок.
Мужчины
| Спортсмены                    | Соревнование  | Отборочный | Отборочный | Утешительный | Утешительный | Полуфинал      | Финал          |
| Спортсмены                    | Соревнование  | Время      | Место      | Время        | Место        | Полуфинал      | Финал          |
| ----------------------------- | ------------- | ---------- | ---------- | ------------ | ------------ | -------------- | -------------- |
| Алехандро Рохас Марсело Рохас | Двойки парные | 6:33,23    | 5          | 6:48,72      | 4            | не участвовали | не участвовали |

### Лёгкая атлетика
Чилийские спортсмены участвовали в беге на 100, 200 и 800 метров, марафоне, беге с препятствиями на 3000 метров, толкании ядра.

### Настольный теннис
Это был дебют настольного тенниса на Олимпийских играх.

### Современное пятиборье
Соревнования проходили 18—22 сентября. Если в личном зачёте чилийским пятиборцам не удалось подняться выше 54 места, то в командном зачёте Хулио Фуэнтес, Рикардо Фалькони и Херардо Кортес-младший заняли 18 место, набрав 12797 очков. Технически, это было последнее место, так как команда Испании была дисквалифицирована из-за допинга.

### Парусный спорт
Соревнования проходили с 20 по 27 сентября, Олимпийский парусный центр располагался в городе Пусане, на юге Корейского полуострова.
| Спортсмены                                    | Соревнование                        | Результат | Результат | Результат | Результат | Результат | Результат | Результат | Очки | Место в итоге |
| Спортсмены                                    | Соревнование                        | 1         | 2         | 3         | 4         | 5         | 6         | 7         | Очки | Место в итоге |
| --------------------------------------------- | ----------------------------------- | --------- | --------- | --------- | --------- | --------- | --------- | --------- | ---- | ------------- |
| Герман Шнахт Мануэль Гонсалес Родриго Суасола | Открытый класс Солинг, килевая яхта | 24        | 20        | 25        | 25        | 27        | 24        | 27        | 145  | 20            |

### Стрельба
| Спортсмен               | Соревнование | Отборочный тур | Отборочный тур | Финал | Финал |
| Спортсмен               | Соревнование | Очки           | Место          | Очки  | Место |
| ----------------------- | ------------ | -------------- | -------------- | ----- | ----- |
| Альфонсо де Ируаррисага | Скит         | 198            | 1              | 221   | 2     |